# 수면학습
수면학습(睡眠學習)은 잠을 자는 동안 청각에 반복적인 자극을 줌으로써 기억시키는 학습 형태이다. 하지만, 그 효과에 대해서는 아직까지 정확하게 입증되지 않았다.